# 斯特里列恰
50°18′10″N 36°23′54″E / 50.30278°N 36.39833°E
斯特里列恰是位於烏克蘭東部的村莊，由哈爾科夫州哈爾科夫區的利普齊市鎮負責管轄。該村始建於1695年，面積1.4平方公里，海拔高度154米，2001年人口2,097，人口密度每平方公里1,169.2人。
2022年2月24日，當地被俄罗斯占领。随后乌克兰于当年晚些时候收復该地。2024年5月10日，當地再次被俄罗斯军队占领。